# Sweet Rendezvous
Albums de Nine Muses
Wild
(2013)
Singles
1. Figaro
Sortie : 18 août 2011
2. News
Sortie : 11 janvier 2012
3. Ticket
Sortie : 8 mars 2012

Sweet Rendezvous est le premier mini-album du girl group sud-coréen Nine Muses. Il est sorti le 8 mars 2012 avec la chanson "Ticket" comme titre promotionnel.

## Promotion
Les promotions pour le titre "Ticket" commencent le 8 mars au M! Countdown de Mnet, et se finissent un mois plus tard, le 8 avril au Inkigayo de SBS.

## Liste des titres
| Liste des titres | Liste des titres              | Liste des titres | Liste des titres          | Liste des titres | Liste des titres | Liste des titres | Liste des titres | Liste des titres | Liste des titres |
| No               | Titre                         | Auteur           | Producteur(s)             | Durée            |                  |                  |                  |                  |                  |
| ---------------- | ----------------------------- | ---------------- | ------------------------- | ---------------- | ---------------- | ---------------- | ---------------- | ---------------- | ---------------- |
| 1.               | Who R U (넌 뭐니; Neon Mwoni) | Song Soo Yun     | Han Jae-Ho, Kim Seung-Soo | 3:20             |                  |                  |                  |                  |                  |
| 2.               | Ticket (티켓; Tiket)          | Song Soo Yun     | Han Jae-Ho, Kim Seung-Soo | 3:12             |                  |                  |                  |                  |                  |
| 3.               | News (뉴스; Nyuseu)           | Song Soo Yun     | Han Jae-Ho, Kim Seung-Soo | 3:02             |                  |                  |                  |                  |                  |
| 4.               | Figaro (휘가로; Hwigalo)      | Song Soo Yun     | Han Jae-Ho, Kim Seung-Soo | 3:19             |                  |                  |                  |                  |                  |
| 5.               | Who R U (Instrumental)        | Song Soo Yun     | Han Jae-Ho, Kim Seung-Soo | 3:19             |                  |                  |                  |                  |                  |
| 6.               | Ticket (Instrumental)         | Song Soo Yun     | Han Jae-Ho, Kim Seung-Soo | 3:12             |                  |                  |                  |                  |                  |
| 19:37            |                               |                  |                           |                  |                  |                  |                  |                  |                  |

## Classement

### Album chart
| Classement (2012)         | Meilleure position |
| ------------------------- | ------------------ |
| Gaon Weekly albums chart  | 6                  |
| Gaon Monthly albums chart | 21                 |

### Single chart
| "Ticket" | 33 | 41 |
| "News"   | 36 | 46 |
| "Figaro" | 66 | 82 |

### Ventes
| Classement          | Ventes                       |
| ------------------- | ---------------------------- |
| Gaon physical sales | Plus de 4 100 (Corée du Sud) |

## Historique de sortie
| Pays         | Date        | Label                                        | Format                       |
| ------------ | ----------- | -------------------------------------------- | ---------------------------- |
| Corée du Sud | 8 mars 2012 | LOEN Entertainment Star Empire Entertainment | CD, téléchargement numérique |